# Antonín Panenka
Antonín Panenka (Praag, 2 december 1948) is een voormalig Tsjechisch voetballer. Panenka speelde in zijn carrière onder andere voor het Oostenrijkse SK Rapid Wien. Zijn grootste bekendheid behaalde Panenka echter met het Tsjecho-Slowaaks voetbalelftal.

## Winst van het EK 1976
Op het EK van 1976 in Joegoslavië stond Panenka op 20 juni 1976 met Tsjecho-Slowakije in de finale tegen West-Duitsland. Tsjecho-Slowakije kwam op een 2–0 voorsprong door doelpunten van Ján Švehlík in de achtste en Karel Dobias in de vijfentwintigste minuut van de wedstrijd. Nog voor rust kwamen de West-Duitsers terug tot 2–1 door een doelpunt van Dieter Müller (achtentwintigste minuut). In de tweede helft leek het er steeds meer op te lijken dat Tsjecho-Slowakije de nieuwe Europees kampioen werd. De West-Duitsers kwamen echter terug, want in de laatste minuut maakte Bernd Hölzenbein de gelijkmaker, waardoor strafschoppen de beslissing moesten brengen.
Op een stand van 4–3 in het voordeel van Tsjecho-Slowakije legde Panenka aan om de wedstrijd te kunnen beslissen. De Duitse keeper Sepp Maier koos voor de (voor hem) linkerhoek, maar Antonín Panenka stiftte de bal door het midden van het doel over Maier, die al de hoek in was. Tsjecho-Slowakije won de Europese titel en Panenka staat tot op de dag van vandaag bekend als de maker van een van de beroemdste strafschoppen aller tijden. Een dergelijke strafschop wordt sindsdien een panenka-strafschop, of kortweg een panenka, genoemd. Over de strafschop zei Panenka later: "Ik wist dat als ik zou missen, onze communistische regering zou denken dat het een politiek gebaar was. Dan zou ik misschien eindigen in de uraniummijnen."
Panenka haalde op 16 juni 1976 tijdens de halve finale, die ging tussen Tsjecho-Slowakije en Nederland, Johan Cruijff onderuit. Na deze actie scoorde Zdeněk Nehoda voor Tsjecho-Slowakije de 2–1. De scheidsrechter zag de overtreding niet, maar gaf later toe dat er vrije trap gegeven had moeten worden in het voordeel van Nederland. De wedstrijd werd na verlenging door Tsjecho-Slowakije met 3–1 gewonnen.

## Clubvoetbal
Als clubspeler kwam Panenka in eigen land veertien seizoenen uit voor Bohemians Praag, waarna hij naar Oostenrijk vertrok om te spelen voor Rapid Wien. Na vier seizoenen in Wenen vertrok Panenka naar VSE Sankt Pölten, waar hij twee seizoenen verbleef. In 1987 vertrok Panenka naar Slovan HAC Wien, om hier twee jaar later zijn loopbaan als profvoetballer te bëeindigen. Hij speelde op lager niveau nog voor ASV Hohenau en SV Wiesendorf.

## Na zijn voetballoopbaan
Panenka was lange tijd actief als voorzitter van de Tsjechische club Bohemians Praag. Op 7 oktober 2020 werd door de club bekendgemaakt dat Panenka wegens corona in ernstige toestand was opgenomen in het ziekenhuis.

## Erelijst
Als speler
 Rapid Wien
- 1. Division: 1981/82, 1982/83
- ÖFB-Cup: 1982/83, 1983/84, 1984/85

 Tsjecho-Slowakije
- Europees kampioenschap voetbal: 1976

Individueel
- Team van het Toernooi tijdens het Europees kampioenschap voetbal: 1976
- Tsjecho-Slowaaks Voetballer van het Jaar: 1980
- Golden Foot: 2014